# Копшивенський цільнозерновий хліб
Копшивенський цільнозерновий хліб — різновид хліба з непросіяного борошна, регіональний хлібобулочний продукт, характерний для гміни Барвиці (Щецинський повіт), 1 липня 2008 року внесений до польського списку традиційних продуктів (заявником була Казімера Кула).

## Історія
Традиція випічки датується періодом після Другої світової війни. Мешканці колишніх східних територій Речі Посполитої оселилися в Копшивні. Хліб, приготований разом із поєднанням різних рецептів, був основою для тогочасного годування сімей. З початку 60-х років ХХ століття хліб випікають за єдиним рецептом, згідно з рекомендаціями літніх жителів, у хлібних печах, побудованих у 1909 та 1926 роках з використанням старих діж та колибок. Для виготовлення хліба використовується сировина з місцевих ферм. Для розпалення печей використовується змішана деревина: листяно-хвойна з домішкою яблуні та вишні, або з букових галузок, з метою отримання відповідного аромату та кольору хліба. Зміна пропорції ялинової та соснової деревини надає хлібу світліший або темніший колір. Копшивенським хлібом вітали важливих гостей що відвідували містечко, вручали молодим парам та гостям під час фестивалю врожаю — обжинок. Випічку виробляють три сім'ї традиційним способом за сімейним рецептом, переданим усно.

## Характеристика
Колір хліба — золотисто-коричневий. Хрупка шкірка, посипана житніми висівками. Інші особливості випічки:
- вигляд форми, в якій він випікається (розміри 20 см х 10 см, висота від 10-15 см),
- вага залежить від виду форми: від 400 г до 2 кг,
- зовнішня шкірка: золотисто-коричнева з світлішими знебарвленнями,
- поперечний переріз квадратної або еліптичної форми,
- зовнішня поверхня шкірки тверда, компактна і щільна, шорстка на дотик,
- всередині: ніжна, гладка пухка м'якоть, з численними отворами, що утворюються в процесі вирощування тіста,
- смак: злегка солоний, ніжний, але без кислотності,
- інтенсивний, хлібний аромат (аромат зерна збіжжя),
- для важливих урочистостей (наприклад, весілля, фестивалю врожаю, релігійних урочистостей) випікали круглі сорти (максимум 30 см в діаметрі, висота до 10 см)[2].

## Призи та нагороди
У 2003 році копшивенський хліб завоював перше місце на конкурсі «Наша кулінарна спадщина — смаки регіонів» (Познань) у категорії продуктів та речовин рослинного походження, а у 2004 році нагороду «Перлина».